# Pyrilia pulchra
El lorito carirrosado (Pyrilia pulchra), también conocido como cotorra carirrosada, es una especie de ave de la familia Psittacidae, que se encuentra en Colombia y Ecuador.

## Descripción
Mide aproximadamente 23 cm de longitud y pesa entre 203 y 208 g. El plumaje del cuerpo es principalmente de color verde; la corona es gris oscura y la nuca marrón a la nuca. Se distingue por la notoria mancha facial color rosado a rojizo que cubre los lores, la zona alrededor de los ojos, los oídos y la parte de atrás de las mejillas; la parte delantera de las mejillas y el mentón son de color rosado pálido. Desde la parte posterior del cuello hasta el pecho presenta color oliva a amarillo que en el pecho se hace verde; las coberteras de las alas menores y las alas anteriores, así como los hombros son anaranjados y amarillos; las coberteras y revestimiento de las alas son azul obscuro; las plumas axilares verdes; cola verde, con la punta azul,y base roja. Pico color cuerno. Anillo ocular blanco.

## Distribución y hábitat
Es endémica de la biorregión de selva tropical húmeda del Chocó, en Colombia y oeste de Ecuador, donde habita desde el litoral Pacífico, generalmente hasta los 1.200 m de altitud, pero encontrada hasta los 2.100 m s. n. m.

## Comportamiento
Viven en parejas o más frecuentemente en grupos hasta de 25 individuos, buscando frutos para alimentarse.